# Bačvište
Bačvište (izvirno srbsko Бачвиште) je naselje v Srbiji, ki upravno spada pod Občino Vladičin Han; slednja pa je del Pčinjskega upravnega okraja.

## Demografija
V naselju je po popisu 2002 živelo 56 polnoletnih prebivalcev, pri čemer je bila njihova povprečna starost 48,0 let (45,4 pri moških in 50,8 pri ženskah). Naselje je imelo 24 gospodinjstev, pri čemer je bilo povprečno število članov na gospodinjstvo 2,71.
|  | 324  | 345  | 260  | 191  | 134  | 97   | 65   | 41   | 23   |
|  | 1948 | 1953 | 1961 | 1971 | 1981 | 1991 | 2002 | 2011 | 2022 |

Glede na rezultate popisa iz leta 2002 je to naselje večinoma srbsko.
| Etnična sestava po popisu iz leta 2002 | Etnična sestava po popisu iz leta 2002 | Etnična sestava po popisu iz leta 2002 | Etnična sestava po popisu iz leta 2002 | Etnična sestava po popisu iz leta 2002 |
| -------------------------------------- | -------------------------------------- | -------------------------------------- | -------------------------------------- | -------------------------------------- |
| Srbi                                   | Srbi                                   |                                        | 63                                     | 96,92%                                 |
| Rusi                                   | Rusi                                   |                                        | 2                                      | 3,07%                                  |
| Neznano                                | Neznano                                |                                        | 0                                      | 0,0%                                   |